# کلوودین
کلوودین (انگلیسی: Clevudine) (INN) یک داروی ضد ویروسی برای درمان هپاتیت ب (HBV) است. این دارو در حال حاضر برای HBV در کره جنوبی و فیلیپین تایید شده است. این دارو توسط شرکت Bukwang Pharmaceuticals در کره جنوبی با نام‌های تجاری Levovir و Revovir به بازار عرضه می‌شود.

محققان در کره جنوبی در حال آزمایش کلوودین در دوزهای پایین‌تر همراه با آدفوویر برای استفاده مداوم هستند

این دارو یک آنالوگ نوکلئوزیدی است.